# 심흥택
심흥택(沈興澤, 1855년 ~ ?)은 대한제국의 제3대 울도군(울릉군) 군수로 '독도'(獨島)라는 명칭을 대한제국 공식 문서 상에서 최초로 사용한 인물로 알려져 있다. 일본이 독도를 시마네현에 편입시킨 사실을 최초로 인지한 직후, 일본 관리들에게 강력히 항의하고 이를 조정에 보고한 인물이다.

## 울릉군수 심흥택의 보고서
1906년 울릉군수 심흥택이 독도가 일본 영토가 되었다는 소식을 듣고 국왕(고종 황제)에게 올린 보고서이다.
울릉도를 방문한 일본인 일행을 통해 1906년 3월 28일 독도가 일본 영토로 편입되었다는 사실을 통보받은 울릉군수 심흥택은 다음 날 바로 강원도관찰사에게 보고하였는데, 그 내용은 강원도관찰사 서리 춘천군수 이명래가 1906년 4월 29일자로 의정부 참정대신에게 올린 ‘보고서 호외’에 수록되어 있다. 심흥택은 강원도관찰사에게 보고하면서 동시에 중앙 정부에 보고가 늦어질 것을 우려하여 같은 내용의 보고서를 직접 내부(內部)에도 발송하였다. 이 같은 사실은 1906년 5월 1일자 『대한매일신보』「잡보(雜報)」란의 기사를 통해 알 수 있다. 보고를 받은 의정부 참정대신 박제순은 5월 20일자 지령 제3호를 통해 독도의 일본 영토 편입을 부인, 즉 독도가 대한제국 영토임을 명백히 하였다.
대한제국 정부는 이 보고를 통하여 일본이 독도를 병합한 사실을 알고 있었으나 일본 측에 항의할 수 없었다. 당시는 을사조약이 성립되고 외부가 폐지되는 등 이미 외교권을 박탈당하고 통감부의 지배를 받고 있던 때였다. 전 영토가 일본에 병합될 위급한 처지에 놓여 있는 대한제국으로서는, 이에 비하여 사소한 울릉도의 일본 경찰·일본인 철수 문제나 독도 문제를 돌볼 겨를이 없었다.
그러나 대한제국 정부가 일본의 독도 병합을 묵인한 것은 아니었다. 대한제국 정부가 독도를 영토로 인식하고 있었음은 고종의 명에 따라 편찬 간행된 『증보문헌비고(增補文獻備考)』 울진조(蔚珍條)에 “우산도와 울릉도는 1908년 현재 울도군이 되어 있다”라 한 데서도 알 수 있다.
이 문서에 의하면 심흥택의 보고 내용은 (1) 울릉군 소속 독도, 즉 석도가 울릉도 외양 100여 리에 있다는 것 (2) 음력 3월 4일[양력 3월 28일] 시마네현 오키[隱岐]도사 동문보(東文輔), 시마네현 사무관 가미니시 유타로 등 일본 관리 약 20명이 군아를 방문하여 독도가 일본 영지로 되었다고 말하더라는 것 (3) 이들은 도내 호구·토지·생산량, 군아의 인원·경비·제반 사무에 대하여 질문 조사하여 갔다는 것 등으로 요약할 수 있다.
이 문서에는 심흥택의 보고 일자가 명기되어 있지 않지만 「심흥택 보고서 부본」을 통해 1906년 3월 29일임을 알 수 있었다. 심흥택과 이명래의 보고 일자가 1개월의 격차를 보이는 것은 울릉도와 내륙 사이의 불편한 교통 사정 때문인 것으로 보인다.
○ 報告書號外
鬱島郡守 沈興澤報告書 內開에 本郡所屬 獨島가 在於外洋 百餘里外이살더니 本月 初四日 辰時量에 輪船一雙이 來泊 于郡內道洞浦 而日本官人一行이 到于官舍야 自云 獨島가 今爲日本領地故로 視察次來到이다 이온바 其一行 則日本島根懸 隱岐島司 東文輔 及 事務官 神西由太郞 稅務監督局長 吉田平吾 分署長 警部 影山巖八郞 巡査一人會議一人 醫師 技手 各一人 其外 隨員 十餘人이 先問 戶摠 人口 土地生産 多少하고 且問 人員 及 經費 幾許 諸般事務를 以調査樣으로 錄去아기 玆에 報告오니 熙亮시믈 伏望等 因으로 准此 報告오니 照亮시믈 伏望
光武十年 四月二十九日
江原道觀察使署理 春川郡守 李明來
議政府參政大臣 閣下

## 심흥택해산
심흥택 울릉군수의 이름을 차용하여 명명된 평정해산으로, 독도 동방 약 15km지점에 있는 해산이다. 좌표 북위 37° 10.5′ 동경 131° 59′ 에 위치하며, 정상부 대표 수심은 146m이다.

## 관직
- 1903년 1월 26일 ~ 1906년 : 대한제국 강원도 울도군수(울릉군수)
- 1906년 ~ 1907년 3월 13일 : 대한제국 경상남도 울도군수(울릉군수)
- 1907년 3월 13일 ~ 1910년 8월 29일 : 대한제국 강원도 횡성군수
- 1910년 8월 29일 ~ 1911년 : 일제강점기 강원도 횡성군수 - 일제에 의해 강제 면직됨[5]

## 같이 보기
- 심흥택해산

## 참고 문헌
- 디지털울릉문화대전 「울릉군수 심흥택의 보고서」